# (22824) von Neumann
(22824) von Neumann est un astéroïde de la ceinture principale.

## Description
(22824) von Neumann est un astéroïde de la ceinture principale. Il fut découvert par Peter Kušnirák et Petr Pravec le 12 septembre 1999 à Ondrejov. Il présente une orbite caractérisée par un demi-grand axe de 2,33 UA, une excentricité de 0,159 et une inclinaison de 4,67° par rapport à l'écliptique.
Il fut nommé en hommage au mathématicien hongro-américain John von Neumann (1903-1957), membre de l'équipe qui fut à l'origine du premier ordinateur, l'ENIAC.

## Compléments